# Eugène Reeb
Eugène Reeb, né le 18 mars 1907 à Liedrezing (Moselle) et mort le 27 juillet 1992 à Concarneau (Finistère), est un homme politique français.

## Biographie
Après des études au lycée, puis à l'Université de Nancy, où il obtient, en 1939, un doctorat en philosophie, Eugène Reeb est professeur, d'abord à Neufchâteau, puis à Saint-Dié.
Mobilisé en 1939, il obtient après son retour à la vie civile un poste de principal de collège, à Luxeuil puis, en 1943, est nommé comme professeur au lycée de Quimper.
Son engagement politique est ancien, car il adhère à la SFIO à l'âge de vingt ans, mais n'y exerce pas de responsabilités particulières.
Après la Libération, il devient un des principaux animateurs de la fédération socialiste du Finistère, occupant notamment la responsabilité de délégué à la propagande. Il participe aux congrès nationaux de la SFIO en 1945 et 1946. En novembre 1946, avec le soutien des sections socialistes du sud du Finistère, il remplace Jean-Louis Rolland comme deuxième de liste, derrière François Tanguy-Prigent, pour les élections législatives, et est élu député.
En 1947, il est élu conseiller municipal de Concarneau, dans la nouvelle majorité de « troisième force » qui met en échec le maire sortant, communiste. Eugène Reeb est d'ailleurs opposé à toute alliance des socialistes avec le PCF, et exprime parfois un anticommunisme assez virulent.
A l'assemblée, il est particulièrement actif, déposant de nombreux textes, la plupart en rapport avec la mer et la pêche, qui sont des sujets de préoccupation majeure pour ses électeurs. Il intervient aussi beaucoup sur les questions budgétaires, notamment lorsqu'elles sont en rapport avec ces sujets, et avec la marine marchande, dont il suit de près la nouvelle organisation, examinée par l'assemblée en février 1948.
Réélu député en 1951, dans les mêmes conditions que cinq ans plus tôt, il poursuit la même activité, sur les mêmes sujets, pendant ce deuxième mandat.
En 1956, il est placé en troisième position sur la liste socialiste, derrière Hervé Mao, le maire de Chateaulin, qui avait le soutien de Tanguy-Prigent, après un vote très serré des militants socialistes. Il n'est donc logiquement pas réélu à l'assemblée. Dans les années qui suivent, il soutient les positions de la majorité du parti, derrière Guy Mollet, tandis que la fédération du Finistère se situe, dans le sillage de Tanguy-Prigent, dans l'opposition.
C'est une des raisons pour lesquels il ne se présente pas aux législatives de 1958. Quatre ans plus tard, en revanche, il défend les couleurs de la SFIO dans la circonscription de Morlaix-Landivisiau, assez éloignée de Quimper, et dont le sortant de droite, Joseph Pinvidic, ne se représente pas. Reeb n'obtient cependant que 7,4 % des voix au premier tour.
Après cette date, il s'éloigne de la vie politique.

## Détail des fonctions et des mandats
Mandats parlementaires
- 10 novembre 1946 - 4 juillet 1951 : Député du Finistère
- 17 juin 1951 - 1er décembre 1955 : Député du Finistère